# Svenska skogsarbetareförbundet
Svenska skogsarbetareförbundet var ett svenskt fackförbund inom Landsorganisationen (LO) som ursprungligen bildades som Svenska skogs- och flottningsarbetareförbundet 1918 och namnändrades till Svenska skogsarbetareförbundet 1962. Det uppgick 1998 i det nybildade Skogs- och träfacket. 

## Historia
- 1906 bildades den första fackliga organisationen i skogen i Guxås. Flera organisationer med skogsarbetare, flottare och småbrukare tillkom under de följande åren och de anslöts till förbundsbildningar utanför LO. LO rekommenderade skogsarbetarna att ansluta sig till Svenska sågverksindustriarbetareförbundet men skogsarbetarna i Norrland föredrog ett eget förbund.
- 1917 tog Ångermanlands vänstersocialdemokratiska partidistrikt initiativ till en kongress, som sammankallades 1918 i Sollefteå. Där bildades Svenska skogs- och flottningsarbetareförbundet. Ordförande och kassör blev C. O. Johansson. Ett förslag om anslutning till SAC röstades ner.
- 1921 gjordes en överenskommelse med Svenska sågverksindustriarbetareförbundet. Man delade upp skogsarbetarkåren så att  förbundet skulle organisera skogsarbetare i Dalarna och Norrland utom Gävleborgs län och Sågverksindustriarbetareförbundet de söder därom.
- 1923 hade förbundet 10158 medlemmar.[1]
- 1925 bildades Trä- och pappersindustriarbetarekartellen tillsammans med två andra fackförbund.
- 1934 överfördes 10500 skogsarbetare från Svenska sågverksindustriarbetareförbundet.
- 1935 påbörjades en aktion för att hävda kollektivavtalen, som resulterade i konflikt med Korsnäs och Bergslaget. Uppgörelse träffades året därpå, med eftergifter från arbetsgivarna, dock utan att kollektivavtal kunde slutas.
- 1938 fanns 972 avdelningar med 43059 medlemmar.
- 1947 inrättades en erkänd arbetslöshetskassa.
- 1948 överfördes skiljeställsarbetarna från Svenska sågverksindustriarbetareförbundet.
- 1950 hade förbundet 909 avdelningar med 32471 medlemmar.
- 1957 uppgick Sveriges virkesmätares riksförbund i förbundet.
- 1962 bytte förbundet namn till Svenska skogsarbetareförbundet.
- 1970 hade förbundet 37 storavdelningar med 26888 medlemmar.
- 1980 hade förbundet 82263 medlemmar, varav 69689 män och 12574 kvinnor.[1]
- 1998 bildades Skogs- och träfacket när förbundet slogs samman med Svenska träindustriarbetareförbundet.